# 9027 Graps
9027 Graps è un asteroide della fascia principale. Scoperto nel 1988, presenta un'orbita caratterizzata da un semiasse maggiore pari a 2,2998982 UA e da un'eccentricità di 0,2038049, inclinata di 5,14066° rispetto all'eclittica.